# Băieții buni

Băieții buni este al 8-lea album al trupei B.U.G. Mafia. A fost lansat la data de 7 decembrie 2003 la casa de discuri Casa Productions / Cat Music / Media Services. 
Pe 1 decembrie 2003 apare videoclipul piesei “Românește”, iar pe 7 decembrie, același an, apare albumul “Băieții Buni”. Materialul este cel mai complex de până acum,  cuprinzând 15 piese, 5 interludii, intro și outro. Invitați sunt: ViLLy, M&G, XXL & 10Grei, Mahsat, Mario (fost membru Anturaj, trupă care nu mai există), Luchian, Flocea, Brasco și Primo. Următorul videoclip este la piesa “O lume nebună, nebună de tot”. Alte piese remarcate sunt: “În anii ce au trecut”, “Gherila PTM”, “40 Kmh”, “Garda” și “Prin cartieru’ minunat”. Este primul album fără voci feminine în general, al 2-lea album (incluzându-l pe primul: “Mafia”) care nu are voce feminină pe niciun refren, și, totodată, primul album al unei trupe de la Casa.
Mafia este singurul nume cu 5 nominalizări la Premiile MTV 2004. Au reușit să plece acasă cu două dintre ele, “cel mai bun album” și “cel mai bun act hip hop”, și în acest sens fiind singurii. Vânzări: 100.000 de exemplare.
Membrii trupei în acea vreme erau: Caddy (Caddillac), Tataee, Uzzi și Swamp.

## Ordinea pieselor[5]
| Nr.             | Titlu                                                             | Autor(i)                                                                                               | Text                                                                                    | Lungime |  |
| 1.              | „Intro”                                                           | |                                                                                         | 1:14    |  |
| 2.              | „Să sară-n aer”                                                   | Tataee, Uzzi, Caddy și Swamp                                                                           | Tataee, Uzzi și Caddy                                                                   | 3:52    |  |
| 3.              | „Flocea din Socului” (Feat. Flocea)                               | Flocea                                                                                                 |                                                                                         | 0:23    |  |
| 4.              | „În anii ce au trecut”                                            | Caddy, Tataee, Uzzi și Swamp                                                                           | Uzzi, Caddy și Tataee                                                                   | 5:22    |  |
| 5.              | „Gherila PTM” (Feat. ViLLy)                                       | Caddy, Tataee, Uzzi, ViLLy și Swamp                                                                    | Caddy, Tataee și Uzzi                                                                   | 4:32    |  |
| 6.              | „Discuție pe dig” (Feat. Primo)                                   | |                                                                                         | 0:46    |  |
| 7.              | „Iarbă și alcool” (Feat. XXL & 10 Grei, Mahsat, Luchian și Primo) | Grasu XXL, Houdini, Uzzi, Blatjargon, Paco 10 Grei, Caddy, Maximilian, Tataee, Luchian, Swamp și Primo | Uzzi, Grasu XXL, Houdini, Blatjargon , Paco 10 Grei, Caddy, Maximilian, Tataee și Primo | 4:58    |  |
| 8.              | „P**a mea...” (Feat. Brasco)                                      | Uzzi, Brasco și Swamp                                                                                  | Uzzi                                                                                    | 3:30    |  |
| 9.              | „Muzică de noapte” (Feat. M&G)                                    | Tataee, Uzzi, Caddy, Mary, Co-G și Swamp                                                               | Uzzi, Tataee, Caddy, Mary și Co-G                                                       | 6:24    |  |
| 10.             | „O lume nebună, nebună de tot” (Feat. ViLLy)                      | Caddy, Uzzi, Tataee, ViLLy și Swamp                                                                    | Caddy, Uzzi și Tataee                                                                   | 4:19    |  |
| 11.             | „La noroc”                                                        | Tataee și Uzzi                                                                                         |                                                                                         | 0:47    |  |
| 12.             | „Românește”                                                       | Tataee, Caddy, Uzzi și Swamp                                                                           | Uzzi, Tataee și Caddy                                                                   | 4:18    |  |
| 13.             | „Garda” (Feat. Mary)                                              | Caddy, Uzzi, Mary și Swamp                                                                             | Caddy, Uzzi și Mary                                                                     | 3:40    |  |
| 14.             | „Exces pervers” (Feat. XXL & 10 Grei și ViLLy)                    | Tataee, Grasu XXL, Uzzi, Paco 10 Grei, Caddy, ViLLy și Swamp                                           | Tataee, Grasu XXL, Uzzi, Paco 10 Grei și Caddy                                          | 4:53    |  |
| 15.             | „În oglindă” (Feat. Primo)                                        | | Primo                                                                                   | 1:14    |  |
| 16.             | „Drumu' spre pârnaie”                                             | Uzzi, Tataee, Caddy și Swamp                                                                           | Uzzi, Tataee și Caddy                                                                   | 5:08    |  |
| 17.             | „Swamp”                                                           | Swamp și Tataee                                                                                        |                                                                                         | 2:25    |  |
| 18.             | „40 kmh” (Feat. Mario)                                            | Tataee, Mario și Swamp                                                                                 | Tataee și Caddy                                                                         | 4:13    |  |
| 19.             | „Cine are cu noi”                                                 | Uzzi, Caddy și Tataee                                                                                  |                                                                                         | 0:49    |  |
| 20.             | „Față-n față 2”                                                   | Uzzi, Caddy, Tataee și Swamp                                                                           | Uzzi, Caddy și Tataee                                                                   | 4:26    |  |
| 21.             | „Prin cartieru' minunat”                                          | Uzzi, Caddy, Tataee și Swamp                                                                           | Uzzi, Caddy și Tataee                                                                   | 3:32    |  |
| 22.             | „Outro”                                                           | Uzzi, Caddy, Tataee și Swamp                                                                           | Caddy și Tataee                                                                         | 1:36    |  |
| Lungime totală: | Lungime totală:                                                   | Lungime totală:                                                                                        | Lungime totală:                                                                         | 72:21   |  |